# Forte de Santo António (Calheta)

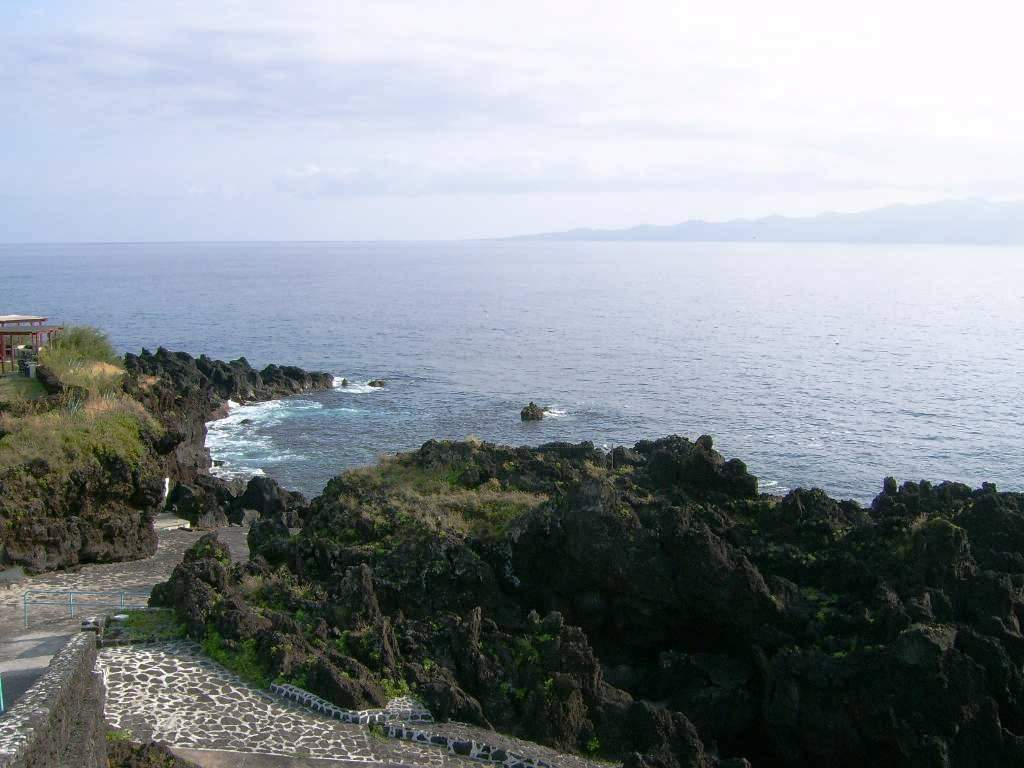
Fajã Grande, Calheta: vista da zona balnear.

O Forte de Santo António localizava-se na Fajã Grande, no lugar de Santo António, na freguesia da Calheta, no concelho de mesmo nome, na costa sul da ilha de São Jorge, nos Açores.
Em posição dominante sobre este trecho do litoral, constituiu-se em uma fortificação destinada à defesa deste ancoradouro contra os ataques de piratas e corsários, outrora frequentes nesta região do oceano Atlântico. Cooperava com os fortes do Santo Espírito e o de São João Baptista.

## História
Foi erguido no contexto da Guerra da Sucessão Espanhola (1702-1714), entre 1708 e 1710. Pode ser uma das estruturas que encontram-se referidas genericamente como "Os quatro Redutos do Porto da Calheta." na relação "Fortificações nos Açores existentes em 1710".
A "Relação" do marechal de campo Barão de Bastos em 1862 informa que se encontrava em grande ruína e abandonado desde longos anos.
No Tombo de 1883, encontrava-se em ruínas, a tal ponto que não era possível identificar-lhe as canhoneiras. Na planta que o ilustra encontra-se por lapso referido como "Forte de São João Batista".
Em 1876 (?) encontrava-se ocupado pela Câmara Municipal da Calheta, que para o seu local projetava erguer um mercado.
Em 1912 foi finalmente cedido à Câmara.
Em 1938, desocupado e em péssimo estado, foi entregue ao Ministério das Finanças.
Em nossos dias restam apenas vestígios da antiga estrutura.

## Características
Constituía-se num reduto de pequenas dimensões, de forma irregular e adaptado à morfologia do terreno, supostamente com quatro canhoneiras.